# Ceduna
Ceduna – miasto w Australii, w stanie Australia Południowa.